# 92-я стрелковая дивизия (2-го формирования)
92-я стрелковая дивизия — воинское соединение Вооружённых Сил СССР в Великой Отечественной войне.

## История
92-я стрелковая дивизия 2-го формирования переформирована из  20-й стрелковой дивизии войск НКВД.
20-я дивизия войск НКВД  была сформирована в городе  Ленинграде  для охраны особо важных предприятий промышленности.  В состав  вошли части войск НКВД, сотрудники милиции, работники советских и партийных органов,  ленинградские пожарные , курсанты  и преподаватели  пожарно-технических школ города.  
В  начале сентября 1941 г., после начала  блокады   Ленинграда,  дивизия была переформирована в стрелковую для участия в боевых действиях  с немецко-фашистскими захватчиками.
В ноябре 1941 г. части  дивизии  воевали на знаменитом плацдарме Невский пятачок, где воины 20-я дивизия войск НКВД  в боях  проявляли  мужество  и героизм.
На момент переформирования в 92 –ю  сд  дивизия находилась в обороне на Карельском перешейке на участке Белоостров —Лемболово .
15 августа 1942 года по Постановлению  ГКО  № 2100 от 26 июля 1942 года и Директивы Генерального Штаба Красной Армии  № орг/2/2172 от 2 августа 1942 года 20-й стрелковая дивизия  войск НКВД. передана в состав РККА,  исключена из состава войск НКВД  и  введена в состав войск  23 армии, с  7.8.42 года дивизии присвоен номер 92. Соответственно произведена перенумерация частей дивизии: 7-му стрелковому полку присвоен номер 22–й стрелковый полк, 8 сп - 203-й сп, 9 сп - 317-й сп 
После переформирования 92  дивизия продолжала находиться в обороне на тех же позициях, ведя позиционные бои с финскими войсками.
Проводились выходы поисковых групп и групп захвата,  отражение атак противника, проводившихся финнами силами до батальона, артиллерийские налеты, разрушение оборонительных сооружений противника артиллерийским огнем  по намеченным целям, частные наступательные операции по захвату высот в полосе обороны,  захват пленных.
До 6.6.44 г. 92 сд,  действуя в составе  115 стрелкового корпуса  23 армии, продолжала обороняться на прежнем рубеже: ст. Белоостров,  Белоостров, Сестрорецк, Горская.
9.6.44 года  в начавшейся Выборгской операции Ленинградского фронта  92 сд,  в составе 115 стрелкового корпуса,  участвовала в прорыве первой полосы обороны противника.  15.6.1944 года дивизия вошла в состав 98 стрелкового корпуса  23 армии и участвовала в его составе в прорыве второй полосы финской обороны.
С 13.6. по  21 6 44 года дивизия с боями прошла 108 км и освободила крупные населенные пункты Кивиниеми, Стеклянная, Липола, Войттила, Койвула и др.
Во время продолжения наступления Ленинградского фронта  дивизия  участвует  в сражении в межозерном дефиле  20-27 июня 1944 года и   принимает  участие в сражении на  реке Вуоксе  (также называемое бои за Вуосалми) – продолжении Выборгской наступательной операции Ленинградского фронта, одной  из самых масштабных, тяжелых и кровопролитных битв на Карельском перешейке летом 1944 года.
С 4 по 7 июля 1944 года частями  281-й стрелковой дивизии,  381-й стрелковой дивизии  при участии 22 стрелкового полка 92 стрелковой дивизии (вошедшего в оперативное подчинение 281 дивизии)  98 стрелкового корпуса  с частями усиления  был ликвидирован финский плацдарм на правом (южном) берегу реки Вуокса,  Плацдарм был расположен около поселка Барышево (Пааккола), гряда Яюряпяя с узлами обороны на высотах 44.5 Северная и 44.5. Южная, с рельефом местности, в значительной мере усложнявшим  ведение наступления.
В ночь на 10.7.1944 года части 92 сд (8.7.44 г. из подчинения 98 ск передана в подчинение 115 ск)  по Приказу Командования 23-й армии  форсировали реку Вуокса с задачей развить успех 142 стрелковой дивизии по расширению захваченного плацдарма на левом (северном) берегу реки, наступая на Каркиала.  Дивизии удалось выйти на рубеж правого берега  реки Мюллю – Оя (Мельничная река).  С 13 по 16 .7.44 года дивизия вела бои за дальнейшее расширение плацдарма, но успеха не имела .
Бои носили исключительно ожесточенный характер. С 15.7.44 года наступление 23-й армии остановлено по приказу Командования Ленинградским фронтом, войска армии перешли к обороне. С  19.7 44 года бои на плацдарме приняли позиционный характер.
В ночь на 16.7.1944 года 92  сд дивизия выведена с плацдарма.
С 21.9.44 года после подписания  Московского перемирия 92 стрелковая дивизия в составе 115 стрелкового корпуса 23-й армии выполняла задачу по охране государственной границы СССР с Финляндией.
С 22.12 1944 года 115 стрелковый корпус передан в состав  59 армии.  59-я армия поступила в резерв Ставки Верховного Главнокомандования, с 20.12 44 года входит в резерв  1  Украинского фронта. 
С 8.12 44 года дивизия начала передислокацию в район дер.Гурно (Польша) и к 28. 12.44 года 
полностью сосредоточилась в районе леса м. Буды.
92 стрелковая дивизия в составе 115 стрелкового корпуса  59 армии  принимает участие в Сандомирско-Силезской  наступательной  операции (Сандомирско-Силезская операция, 12 января - 3 февраля 1945 года).
19 января части 4-го гвардейского танкового корпуса, 92-й и 245-й стрелковых дивизий 59-й армии вместе  с войсками 60-й армии, освободили город  Краков. 92 сд непосредственно принимала участие в освобождении города. К 18.2.45 года потери 92 сд  с начала наступления составили убитыми и ранеными 259 человек 

Благодаря умелым действиям войск  Коровникова (командующий 59 армией), Курочкина, Полубоярова древнейший и красивейший город Польши был взят целым и невредимым» — Маршал Советского Союза И.С. Конев 

Соединения и части, отличившиеся в боях за г. Краков. Боевое донесение штаба 59 армии 19.01.1945 г.

Приказом  Верховного Главнокомандующего от 19.01.1945 г.  войскам 1-го Украинского фронта,  овладевшим городом Краков, дивизии присвоено почётное наименование «Краковская».
В ходе боевых действий соединения 59-й армии освободили города Обер-Глогау, Козель и свыше 200 населенных пунктов.
Участвуя в Мартовском наступлении левого крыла 1-го Украинского фронта (Верхнесилезская наступательная операция, 15.3.45 года – 30.3.45 года), войска фронта, имея в составе 115 стрелковый корпус  59 армии,  окружили и уничтожили группировку немецких войск в составе 5 дивизий и  вышли на границу Польши с Чехословакией.
В апреле 1945 года 92 сд в составе 59 армии занимает оборону в районе Нойштадта -  Кунцендорфа (Саксония) на левом крыле 1 Украинского фронта во время начавшейся  Берлинской наступательной операции(16 апреля - 2 мая 1945 года), прикрывая войска фронта, наступающие на Берлин. Дивизия ведет позиционные бои с противостоящей группировкой, отражает контратаки противника. Позиции дивизии подвергаются ружейно - пулеметному, периодически артиллерийскому обстрелам. В Журнале боевых действий отмечаются потери. Так, несмотря на капитуляцию Берлинского гарнизона, начавшуюся 2.5.45 года, 5.5.45 г., не собирающийся сдаваться противник, при поддержке минометного огня, силами до 2-х рот атаковал роту 317 стрелкового полка и вынудил её отойти в следующую траншею под угрозой окружения. Потери дивизии в этом бою составили 16 человек убитыми, 36 человек ранеными.
6.5.45 года дивизия передает участок обороны соседним частям и выступает на марш по маршруту Нейсе - Глатц, находится на марше с 6.5.45 года по 12.5.45 года.
12.5.45 года в журнале боевых действий дивизии отмечен массовый прием капитулировавших войск противника – до 3500.
С 12.5.45 года дислокация 92 сд - Габерсдорф, Глатц. В дивизии проводится  учеба по программам боевой, строевой и тактической подготовки, дивизия продолжает прием пленных, несет караульную службу по охране военнопленных.
Расформирование 92 стрелковой дивизии начато в июне 1945 года

3.6.45 года издан приказ штаба корпуса о расформировании дивизии, дивизия начинает сдавать материальную часть на склад 59 армии, с 10.6.45 года начинается передача личного состава дивизии в гвардейские части  
Полное наименование           
92-я стрелковая Краковская дивизия

## Состав
- 22 -й стрелковый полк (переименован из 7-го стрелкового полка), 203-й сп (8 сп), 317-й сп (9 сп)
- 60-й артиллерийский полк
- 77-й отдельный противотанковый дивизион
- 50-я разведывательная рота
- 96-й сапёрный батальон
- 13-й отдельный батальон связи (102 отдельная рота связи)
- 7-й медико-санитарный батальон
- 106-я отдельная рота хим.защиты
- 149-я автотранспортная рота
- 169-я полевая хлебопекарня
- 70-й дивизионный ветеринарный лазарет,
- 998-я полевая почтовая станция
- 1131-я полевая касса Госбанка[7]

## Подчинение
| Дата                      | Фронт (округ)       | Армия      | Корпус (группа)         | Примечания |
| ------------------------- | ------------------- | ---------- | ----------------------- | ---------- |
| 08.1942 - 01.04.1944 года | Ленинградский фронт | 23-я армия | 115-й стрелковый корпус | -          |
| 01.05.1944 года           | Ленинградский фронт | 23-я армия | 115-й стрелковый корпус | -          |
| 01.06.1944 года           | Ленинградский фронт | 23-я армия | 115-й стрелковый корпус | -          |
| 01.07.1944 года           | Ленинградский фронт | 23-я армия | 98-й стрелковый корпус  | -          |
| 01.08.1944 года           | Ленинградский фронт | 23-я армия | 115-й стрелковый корпус | -          |
| 01.09.1944 года           | Ленинградский фронт | 23-я армия | 115-й стрелковый корпус | -          |
| 01.10.1944 года           | Ленинградский фронт | 23-я армия | 6-й стрелковый корпус   |            |
| 01.11.1944 года           | Ленинградский фронт | 23-я армия | 115-й стрелковый корпус | -          |
| 01.12 .1945 года          | Ленинградский фронт | 59-я армия | 115-й стрелковый корпус | -          |
| 01.01.1945 года           | 1 Украинский фронт  | 59-я армия | 115-й стрелковый корпус |            |
| 01.02.1945 года           | 1 Украинский фронт  | 59-я армия | 115-й стрелковый корпус | -          |
| 01.03.1945 года           | 1 Украинский фронт  | 59-я армия | 115-й стрелковый корпус | -          |
| 01.04.1945 года           | 1 Украинский фронт  | 59-я армия | 115-й стрелковый корпус |            |
| 01.05.1945 года           | 1 Украинский фронт  | 59-я армия | 115-й стрелковый корпус |            |

## Командиры
- Иванов Александр Павлович, полковник - 1.8.1942 - 31.12.1942
- Паничкин Яков Афанасьевич, полковник, генерал-майор - 23.12.1942 - 9.12.1944
- Виноградов Матвей Васильевич, полковник - 1.12.1944 - 6.3.1945
- Лавров Павел Петрович, полковник - 7.3.1945 - 9.05.1945

## Начальники  штаба
- Косоруков Илья Трофимович,  полковник, подполковник
- Хомяков Александр Степанович, подполковник

## Заместители командира по политчасти
- Костяхин Иван Аросипович, полковник

## Награды и  почётные наименования
Почётное наименование  Краковская.  Присвоено  Приказом   Верховного Главнокомандующего  № 230  19 января 1945 г. войскам 1-го Украинского фронта за отличие в овладении городом Краков.

## Отличившиеся воины дивизии
| Награда | Ф. И. О.                  | Должность                                                                                         | Звание          | Дата награждения | Примечания |
| ------- | ------------------------- | ------------------------------------------------------------------------------------------------- | --------------- | --- | ---------- |
|         | Иванов Михаил Фёдорович   | Командир орудия 77-го отдельного истребительно-противотанкового дивизиона 92-й стрелковой дивизии | младший сержант | Звание Указом Президиума ВС СССР от 27.6.1945 присвоено за мужество, отвагу и героизм, проявленные при форсировании реки Одер и боях за удержание плацдарма на реке.                  |            |
|         | Шарков Алексей Николаевич | Командир орудия 317-го стрелкового полка 92-й стрелковой дивизии                                  | старший сержант | Звание Указом Президиума ВС СССР от 24.3. 1945 года присвоено за образцовое выполнение заданий командования и проявленные мужество и героизм в боях с немецко-вражескими захватчиками | -          |

За бои на Вуоксе из состава 92-й стрелковой дивизии к званию  Героя Советского Союза  были представлены  Федотов Н. И., старший лейтенант, заместитель командира стрелкового батальона 317 стрелкового полка , Новожилов П.В., сержант, начальник радиостанции радиовзвода 102 отдельной роты связи  и Шайфигулин  Нургалей, стрелок 317 стрелкового полка, но представления утверждены не были и они награждены орденами.

## Память

Памятник воинам 23-й армии Ленинградского фронта (Вуокса, 1944 год). На  Памятнике воинам 23-й армии Ленинградского фронта, участвовавшим в боях в июле 1944 года на реке Вуокса, расположенном  в поселке Барышево, Выборгского района Ленинградской области ( Гончаровское сельское поселение) на высоте 44.5., за которую  шли бои,  на  мемориальной   плите увековечена 92-я стрелковая дивизия.
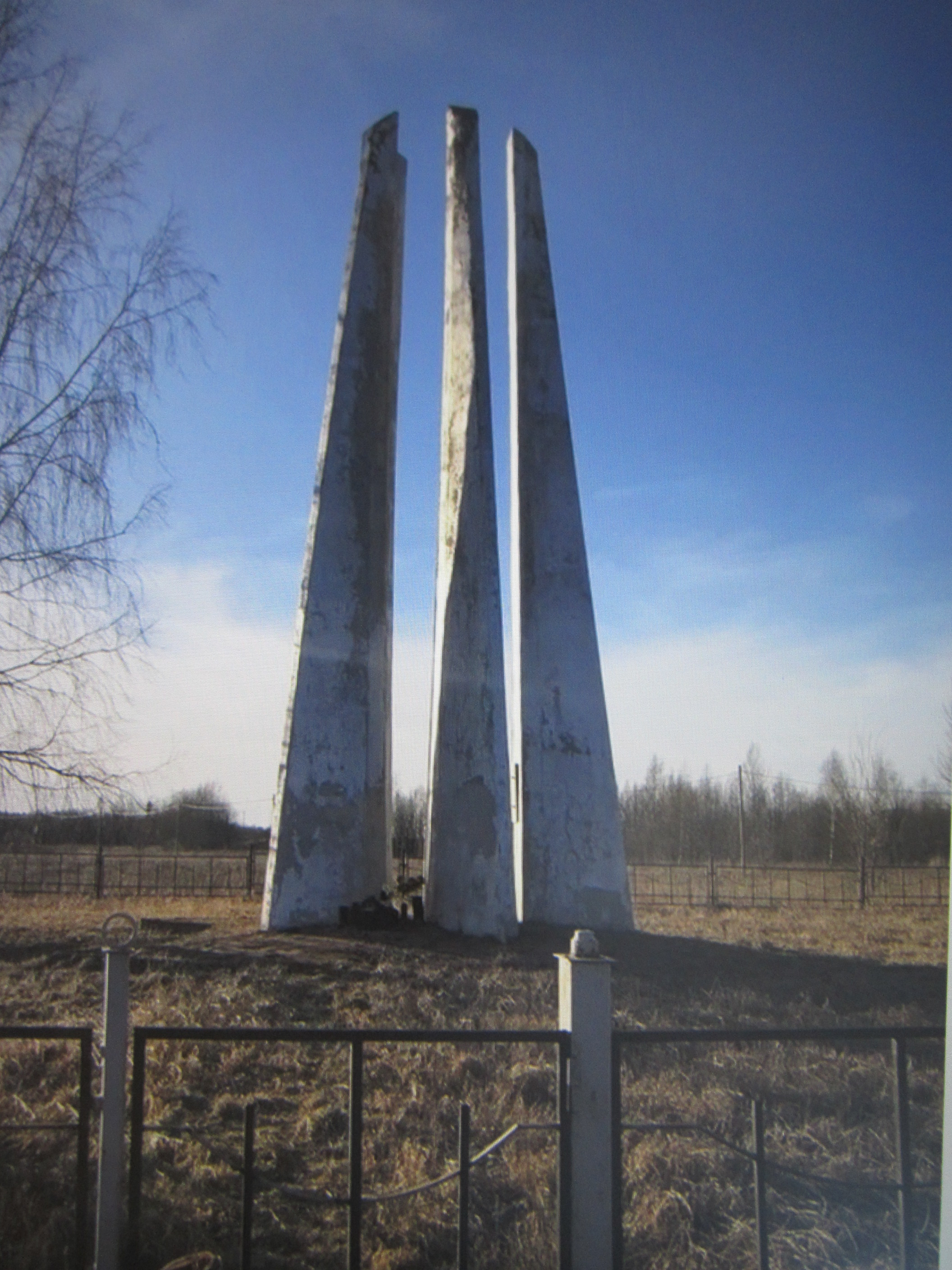
Памятный знак - обелиск «в зоне, где в июне-июле 1944 года сражались и успешно форсировали реку Вуоксу воины 142, 10, 92 стрелковых дивизий и других частей 23 армии Ленфронта». Неофициальное название Мемориала – «Пять штыков». Расположение: Ленинградская область, Приозерский район, Ромашкинское сельское поселение (Ленинградская область), в 20 км. к западу от поселка, близ левого, северо-восточного берега реки Вуоксы.

- На воинском захоронении № 55[12] (посёлок Кузьминское (Ленинградская область)) ветеранами  92-й стрелковой дивизии  9 мая 1975 года в день 30-летия Победы установлена мемориальная плита  с надписью  «Вас, бессмертных героев, помнит народ благодарный и город - герой Ленинград.  В день 30-летия Победы – наш земной поклон. От однополчан 20-й дивизии НКВД -  92  Краковской  СД   9 мая 1975 г.».  Торжественное  открытие плиты   после  реставрации  состоялось  16  апреля  2024 г. [13][14]